# Beania paucispinosa
Beania paucispinosa är en mossdjursart som beskrevs av Charles Henry O'Donoghue och de Watteville 1935. Beania paucispinosa ingår i släktet Beania och familjen Beaniidae. Inga underarter finns listade i Catalogue of Life.